# Virodamina
La virodamina è un endocannabinoide che in vivo agisce come antagonista del recettore cannabinoide CB1 e come agonista del recettore cannabinoide CB2.

## Biosintesi
Non è ancora stato chiarito come la virodamina sia prodotta, immagazzinata o degradata. Comunque la sua abilità di bloccare il trasporto dell'anandamide suggeriscono che possa condividere qualche via catabolica con quest'ultima.
La virodamina potrebbe essere sintetizzata a partire da una molecola di etanolamina legata ad acido arachidonico in posizione SN-2: questa molecola potrebbe divenire virodamina in seguito ad una reazione di transfosfatidilazione catalizzata dalla fosfolipasi D. Esiste anche la possibilità che la virodamina possa essere prodotta a partire dall'anandamide da una reazione spontanea o catalizzata enzimaticamente: è infatti possibile che la molecola vada incontro ad un riarrangiamento chimico presso la porzione di etanolamina a partire da un legame di tipo amidico ad un legame estere. 
La comprensione di questi meccanismi richiede ulteriori approfondimenti.